# シェキラ!
『シェキラ!』（原題：Shake It Up）は、ディズニー・チャンネルのテレビドラマシリーズ。
北米で2010年11月7日、日本ではディズニー・チャンネルで2011年4月23日から、Dlifeで開局直後の2012年3月24日から放送された。番組は2013年のシーズン3まで製作された。主題歌はセレーナ・ゴメスが歌う『Shake it up』。

## あらすじ
シカゴに住むシーシーとロッキーは、一流のダンサーを夢見る少女。ある日、友人のデュースに有名なテレビ番組『シェキラ!シカゴ』のオーディション要項を渡されオーディションを受ける。ロッキーは自前の度胸で見事通過するが、シーシーはソロダンスのパフォーマンスで固まってしまい落選。すっかり自信をなくすシーシーであったが、ロッキーに励まされ、警察官であるシーシーの母の手錠をかけ2人の手をつなげて番組に無理やり出演。2人の息のあったパフォーマンスを見たショー･ホストのゲイリー・ワイルドがシーシーも採用。
番組でダンスをしながら友人とのハチャメチャぶりを描いたコメディー。

## 登場人物

### メインキャラクター
- シーシー・ジョーンズ

演：ベラ・ソーン/声：清和祐子
本名はシシリア・アマンダ・ジョーンズで、ロッキーと大の仲良し。フリンの姉でもある。ダンスが大好きで得意な少し天然の赤毛の女の子。
4話で失読症だと明らかになる。
- ロッキー・ブルー

演：ゼンデイヤ・コールマン/声：真壁かずみ
本名はラクエル・アレクサンドラ・ブルーで、シーシーと仲良しで彼女もダンスが大好きで得意な頭の良い女の子。学校で唯一の欠席ゼロの記録を持つ。
- フリン・ジョーンズ

演：デイヴィス・クリーブランド（英語版）/声：天神林ともみ
シーシーの弟で8歳。いたずら好きの男の子。電話やインターホンがなると大声を出すこともある。
- タイ・ブルー

演：ロション・フェガン（英語版）/声：疋田高志
ロッキーの兄。ロッキーと兄妹そろってダンスはとても上手い。しかし、彼の場合はテレビには興味がなく、1話では女の子のためといっている。将来の夢はラッパーになることである。
グンターに頼まれ、ティンカとデートしたことがある。その時は良い雰囲気になった。
シーズン3ではシェキラ・シカゴのショー・ホストとなる。
- デュース・マルチネス

演：アダム・イリゴエン（英語版）/声：浅利遼太
ロッキー、シーシー、タイの友人。本名はマーティン・マルティネス。ファッションデザイナー、メイクアップアーティスト、ピザ屋のバイト、野球場のホットドッグ売り、図書館員（デュース曰く「一族の面汚し」）などの親戚たちがいる。父の職業は18歳になるまで教えてもらえないらしい。ディーナという子と付き合っている。
- グンター・ヘッセンヘファー

演：ケントン・デューティ（英語版）/声：落合佑介
ティンカの兄で、キラキラしているものが好き。キラキラしていないものには「キラリーノ」という製品で何でもキラキラさせようとする。これは常に予備も併せて２つ所持している。スパンコールを15ｋｇつけていると思われる。交換留学生。
シーシーたちとはライバルのような関係だが、タイやフリンとは時折行動を共にしている。フリンのベビーシッターを引き受けたこともある。シーズン3では国に戻ったとされ登場しなくなる。
- ティンカ・ヘッセンヘファー

演：キャロライン・サンシャイン（英語版）/声：石嶋久仁子
グンターと息の合った妹。グンターと同じく光り物が大好きで派手。
日々の言動から北欧、またはドイツの家系であることが分かる。行動は基本的にグンターと共にしているため、フリンのベビーシッターも一緒に引き受けた。母スクイッツァは一国の王女だったことが第17話で判明する。シーズン1ではサブキャラクター。交換留学生。
シーズン3ではライバルであるシーシーとロッキーと仲良くなる。

### サブキャラクター
- ゲイリー・ワイルド

演：R・ブランドン・ジョンソン（英語版）/声：加藤拓二
シェキラ・シカゴのショー・ホスト。シーズン3ではスタジオの火災により失業する。
- ジョージア・ジョーンズ

演：アニタ・バローン（英語版）
シーシー、フリンの母。警察官。
- ヘンリー・ディロン

演：バディー・ハンドレスン（英語版）/声：平田真菜
フリンの友だち。フリンと同じくらいの年齢だが、飛び級しているため大学生である。シーシーに代数を教える家庭教師として登場した。
- ディナ・ガルシア

演：アインスリー・ベイリー
デュースのガールフレンド。
- フランク

演：ジム・ピリ
デュースのおじ。”クラスティーズ”というピザ屋を経営している。

## 日本語版制作
- 翻訳：いずみつかさ
- 演出：鈴木彩子
- 録音制作：スタジオ・エコー

## エピソード
英題は最終話を除き必ず~ It Upで銘打っている。
| シーズン  | エピソード数 | 初回放送日     | 最終放送日     |
| --------- | ------------ | -------------- | -------------- |
| シーズン1 | 21           | 2010年11月7日  | 2011年8月21日  |
| シーズン2 | 28           | 2011年9月18日  | 2012年8月17日  |
| シーズン3 | 26           | 2012年10月14日 | 2013年11月10日 |

### シーズン1
| #  | タイトル                                      | プロダクションコード | 全米初放送日   | 日本初放送日   |
| -- | --------------------------------------------- | -------------------- | -------------- | -------------- |
| 1  | 夢への第一歩 Start It Up                      | 101                  | 2010年11月7日  | 2011年4月23日  |
| 2  | キャ・キャ・キャッシュカード！ Meatball It Up | 104                  | 2010年11月14日 | 2011年4月23日  |
| 3  | ダンス・マラソン！ Give It Up                 | 103                  | 2010年11月21日 | 2011年4月30日  |
| 4  | 秘密 Add It Up                                | 105                  | 2010年11月28日 | 2011年5月1日   |
| 5  | いつも一緒 Kick It Up                         | 107                  | 2010年12月5日  | 2011年5月8日   |
| 6  | 人気スター！ Age It Up                        | 108                  | 2010年12月9日  | 2011年5月22日  |
| 7  | パーティー！ Party It Up                      | 106                  | 2010年12月12日 | 2011年5月15日  |
| 8  | クビよりモップ！ Hook It Up                   | 102                  | 2010年12月19日 | 2011年５月29日 |
| 9  | ロッキーの変身！ Wild It Up                   | 110                  | 2011年1月9日   | 2011年6月５日  |
| 10 | 恋人紹介します！ Match It Up                  | 111                  | 2011年1月23日  | 2011年6月12日  |
| 11 | 私が１番！ Show It Up                         | 112                  | 2011年2月20日  | 2011年6月26日  |
| 12 | ヒート・アップ！ Heat It Up                   | 109                  | 2011年2月27日  | 2011年7月3日   |
| 13 | 私はキレイ！ Glitz It Up                      | 113                  | 2011年3月6日   | 2011年9月4日   |
| 14 | あんたはカワイソー Hot Mess It Up             | 114                  | 2011年3月20日  | 2011年9月11日  |
| 15 | いつまでも親友！ Reunion It Up                | 116                  | 2011年4月10日  | 2011年11月6日  |
| 16 | ウソはダメ！ Sweat It Up                      | 117                  | 2011年5月1日   | 2011年11月13日 |
| 17 | 敵は友達！ Vatalihoolist It Up                | 118                  | 2011年6月12日  | 2011年11月20日 |
| 18 | 私はスーパーモデル！ Model It Up              | 115                  | 2011年6月17日  | 2011年11月27日 |
| 19 | 最高の誕生パーティー！ Twist It Up            | 119                  | 2011年7月10日  | 2011年12月4日  |
| 20 | 夏の思い出！ Break It Up                      | 121                  | 2011年7月24日  | 2012年1月28日  |
| 21 | 風邪に負けるな！ Throw It Up                  | 120                  | 2011年8月21日  | 2012年1月28日  |

### シーズン2
| #      | タイトル                                         | プロダクションコード | 全米初放送日   | 日本初放送日   |
| ------ | ------------------------------------------------ | -------------------- | -------------- | -------------- |
| 1(22)  | 悪いのはどっち？！ Shrink It Up                  | 203                  | 2011年9月18日  | 2012年3月11日  |
| 2(23)  | おかしな三角関係！ Three's a Crowd It Up         | 206                  | 2011年9月25日  | 2012年3月18日  |
| 3(24)  | 飛べ！空高く Shake It Up, Up & Away              | 201-202              | 2011年10月2日  | 2012年3月10日  |
| 4(25)  | 友達は宇宙人！ Beam It Up                        | 204                  | 2011年10月9日  | 2012年10月13日 |
| 5(26)  | 将来はドクター！？ Doctor It Up                  | 205                  | 2011年10月23日 | 2012年3月25日  |
| 6(27)  | レビューに負けるな！ Review It Up                | 210                  | 2011年11月6日  | 2012年4月1日   |
| 7(28)  | 伝説の振付師！ Double Pegasus It Up              | 207                  | 2011年11月13日 | 2012年4月8日   |
| 8(29)  | 驚きのオークション！ Auction It Up               | 211                  | 2011年11月20日 | 2012年4月15日  |
| 9(30)  | ダンスキャンプへ行こう！ Camp It Up              | 213                  | 2011年11月27日 | 2012年4月22日  |
| 10(31) | クリスマスは大騒ぎ！ Jingle It Up                | 212                  | 2011年12月11日 | 2012年12月15日 |
| 11(32) | ドキドキの入学審査！ Apply It Up                 | 215                  | 2012年1月8日   | 2012年4月29日  |
| 12(33) | バラバラのふたり！ Split It Up                   | 208                  | 2012年1月22日  | 2012年5月26日  |
| 13(34) | こわい真似っこ！ Copy Kat It Up                  | 219                  | 2012年2月19日  | 2012年8月27日  |
| 14(35) | 卵でマゴマゴ！ Egg It Up                         | 209                  | 2012年2月26日  | 2012年8月6日   |
| 15(36) | パーティーの裁判！ Judge It Up                   | 214                  | 2012年3月11日  | 2012年7月28日  |
| 16(37) | パパのプロポーズ！ Parent Trap It Up             | 218                  | 2012年3月25日  | 2012年8月6日   |
| 17(38) | フリンの仕返し！ Weird It Up                     | 217                  | 2012年4月1日   | 2012年8月13日  |
| 18(39) | 犯人は誰だ！ Whodunit Up?                        | 221                  | 2012年4月15日  | 2012年8月13日  |
| 19(40) | 人生最高の夜！ Tunnel It Up                      | 216                  | 2012年5月13日  | 2012年8月20日  |
| 20(41) | 制服反対！ Protest It Up                         | 220                  | 2012年5月20日  | 2012年8月20日  |
| 21(42) | 憧れのスター！ Wrestle It Up                     | 222                  | 2012年6月3日   | 2012年8月27日  |
| 22(43) | あり得ない舞台裏！ Reality Check It Up           | 226                  | 2012年6月10日  | 2012年11月4日  |
| 23(44) | 時代はロックンロール！ Rock and Roll It Up       | 214                  | 2012年7月1日   | 2012年11月11日 |
| 24(45) | 大変なダンス・キャンプ！ Boot It Up              | 227                  | 2012年7月15日  | 2012年11月18日 |
| 25(46) | 楽しいパジャマパーティー！ Slumber It Up         | 223                  | 2012年7月29日  | 2012年11月25日 |
| 26(47) | ロッキーのサプライズ！ Surprise It Up            | 224                  | 2012年8月5日   | 2012年12月2日  |
| 27(48) | クシャミとチャリティー！ Embarass It Up          | 228                  | 2012年8月12日  | 2012年12月9日  |
| 28(49) | シェキラ！in ジャパン Shake It Up: Made in Japan | 229-231              | 2012年8月17日  | 2013年1月26日  |

### シーズン3
| #      | タイトル                                              | プロダクションコード | 全米初放送日   | 日本初放送日   |
| ------ | ----------------------------------------------------- | -------------------- | -------------- | -------------- |
| 1(50)  | スタジオが燃えた！ Fire It Up                         | 301                  | 2012年10月14日 | 2013年3月16日  |
| 2(51)  | ブルーなシーシー！ Funk It Up                         | 302                  | 2012年10月28日 | 2013年3月17日  |
| 3(52)  | ふたりはチアガール！ Spirit It Up                     | 303                  | 2012年11月4日  | 2013年3月24日  |
| 4(53)  | ロッキーは病気？！ Lock It Up                         | 304                  | 2012年11月11日 | 2013年3月31日  |
| 5(54)  | メリー・メリー・クリスマス！ Merry Merry It Up        | 306                  | 2012年12月2日  | 2013年4月7日   |
| 6(55)  | フリンはどこ？ Home Alone It Up                       | 305                  | 2012年12月9日  | 2013年4月14日  |
| 7(56)  | 二人は仲良し？！ Oh Brother It Up                     | 307                  | 2013年1月13日  | 2013年6月22日  |
| 8(57)  | シーシーの新しい仕事！ Quit It Up                     | 308                  | 2013年1月27日  | 2013年6月29日  |
| 9(58)  | 新しいダンサー！ Ty It Up                             | 309                  | 2013年2月17日  | 2013年7月13日  |
| 10(59) | 司書は美魔女！ My Fair Librarian It Up                | 310                  | 2013年2月24日  | 2013年7月28日  |
| 11(60) | ママのウェディングドレス！ Clean It Up                | 311                  | 2013年3月10日  | 2013年8月4日   |
| 12(61) | ママに結婚式！ I Do It Up                             | 312                  | 2013年3月17日  | 2013年8月18日  |
| 13(62) | ロッキーのカムバック！ Forward and Back It Up         | 313                  | 2013年3月24日  | 2013年7月21日  |
| 14(63) | フリンがシーシーで、シーシーがフリン？！ Switch it Up | 317                  | 2013年4月7日   | 2014年1月18日  |
| 15(64) | 友情と恋愛！ Love and War It Up                       | 316                  | 2013年4月28日  | 2013年8月25日  |
| 16(65) | 呪いのバッグ？！ In the Bag it Up                     | 314                  | 2013年5月12日  | 2013年8月31日  |
| 17(66) | シーシーは勉強家！ Brain It Up                        | 315                  | 2013年6月2日   | 2014年1月19日  |
| 18(67) | 二人は正反対！ Opposites Attract It Up                | 318                  | 2013年6月23日  | 2014年1月26日  |
| 19(68) | ロッキーは霊能者！ Psych It Up                        | 319                  | 2013年7月14日  | 2014年2月2日   |
| 20(69) | 22年後の同窓会！ Future It Up                         | 320                  | 2013年7月28日  | 2013年12月21日 |
| 21(70) | 夢のパリ！ Oui Oui It Up                              | 323                  | 2013年8月4日   | 2014年2月9日   |
| 22(71) | 16歳のパーティー！ My Bitter Sweet 16 It Up           | 325                  | 2013年8月25日  | 2014年2月16日  |
| 23(72) | 大変なストレス！ Stress It Up                         | 322                  | 2013年9月15日  | 2014年2月23日  |
| 24(73) | 新しいダンス番組！ Loyal It Up                        | 324                  | 2013年9月29日  | 2014年3月23日  |
| 25(74) | ハロウィーンのお化け屋敷！ Haunt It Up                | 321                  | 2013年10月6日  | 2014年3月30日  |
| 26(75) | シーシーは記憶喪失！ Remember Me                      | 326                  | 2013年11月10日 | 2014年5月31日  |

## サウンドトラック
- シェキラ! サウンドトラック
- シェキラ! - リヴ・2・ダンス サウンドトラック
- シェキラ! シーズン3 サウンドトラック I <3 DANCE